# Embalse de Arrocampo
El embalse de Arrocampo, también llamado embalse de Arrocampo-Almaraz es un embalse español situado en el norte de la provincia de Cáceres, en los términos municipales de Almaraz, Romangordo, Saucedilla y Serrejón. La presa, de una altura de 36 m, se levanta sobre el río (arroyo) Arrocampo, en las inmediaciones de su desembocadura en el Tajo, en el término municipal de Romangordo.

## Sistema de refrigeración de la central nuclear de Almaraz

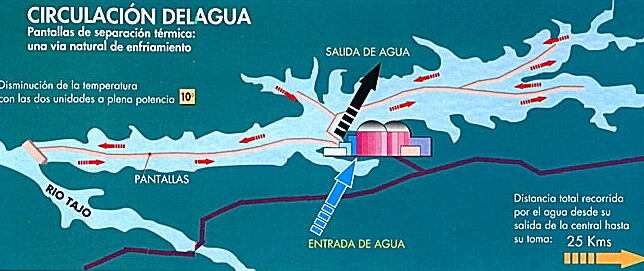
Esquema de la circulación del agua en el embalse de Arrocampo, según una publicación de la central nuclear de Almaraz (CNA)

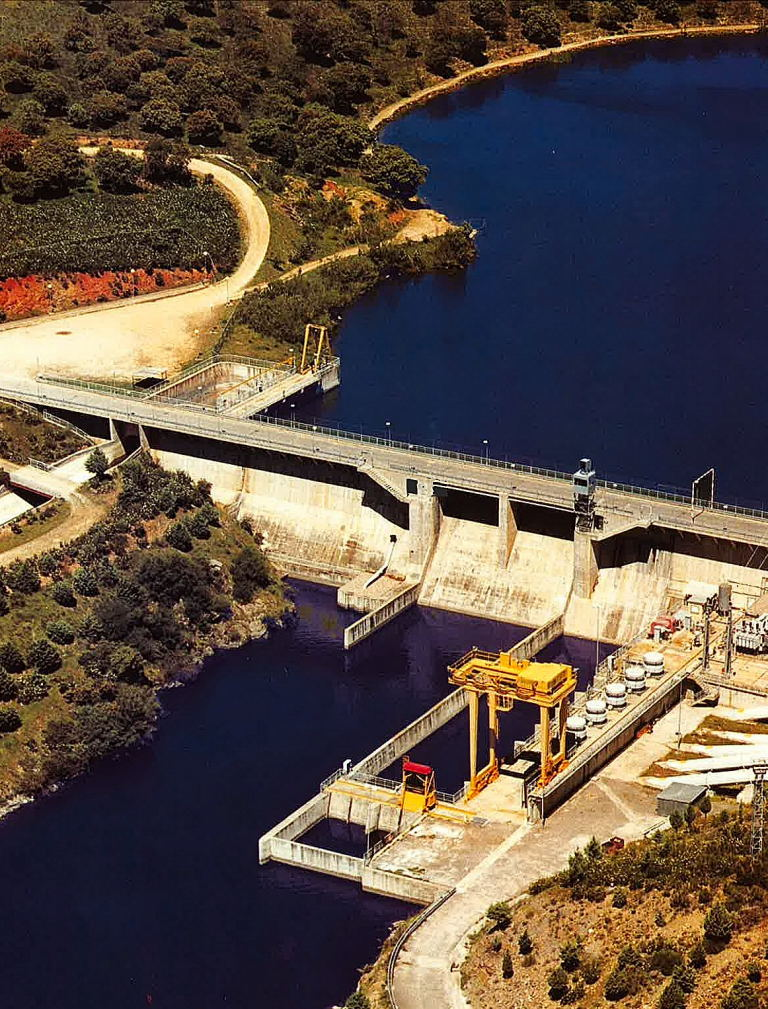
Presa principal del embalse

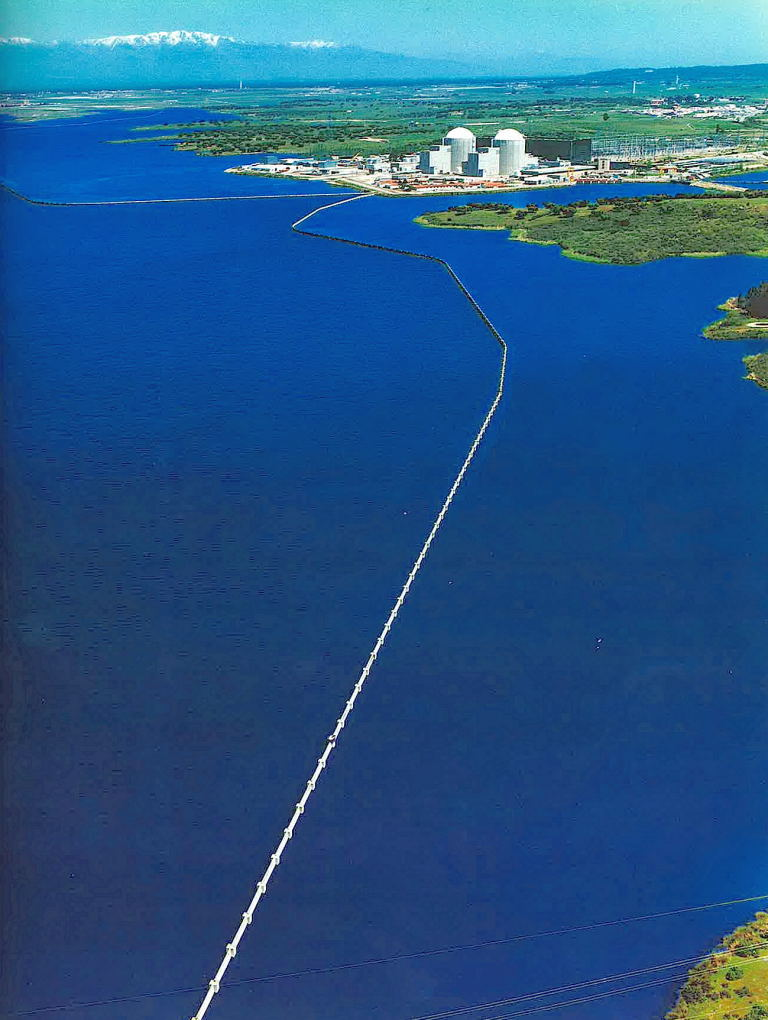
La pantalla de separación térmica (PST)

El sistema de refrigeración de la central nuclear de Almaraz Fue construido en 1976, aprovechando el cauce y depresión del arroyo Arrocampo en las zonas anterior e inmediata en que éste vierte sus aguas al Tajo, para refrigerar los condensadores de las turbinas de la central nuclear de Almaraz.
El embalse de Arrocampo tiene una superficie de hectáreas inundadas relativamente pequeña comparada con los embalses vecinos extremeños. Inunda aproximadamente 770 ha. El embalse de Valdecañas inunda unas 7300 ha, y el embalse de Alcántara, unas 10 400 ha. Y es que el de Arrocampo no está destinado a producir electricidad ni a proporcionar agua para regadíos. La función para la que fue creado es la de suministrar agua para refrigerar los condensadores de las turbinas de la central nuclear de Almaraz.

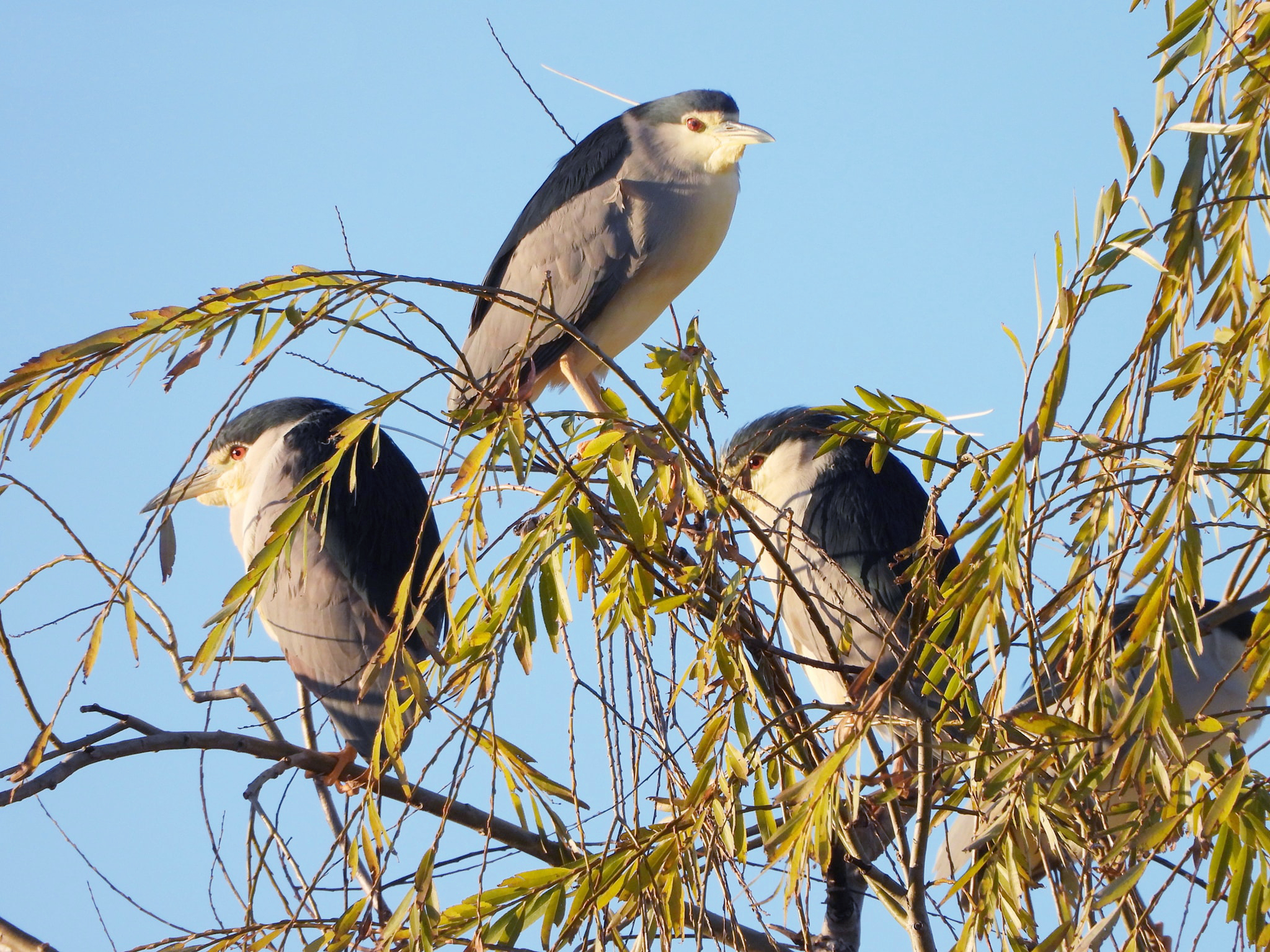
Martinete

El segundo principio de la termodinámica dicta que todas las máquinas térmicas deben rechazar parte del calor que reciben, el sistema de refrigeración se encarga de eliminar parte del calor generado por el reactor nuclear que no ha sido transformado en energía eléctrica en las turbinas (alrededor de un 70 %). Funciona de la siguiente manera: mediante un caudal de agua de 44 600 kg/s aportado por un tercer circuito semiabierto, denominado «sistema de circulación», se realiza la refrigeración del condensador. Este sistema consta de dos torres de refrigeración de tiro natural, un canal de recogida del agua y las correspondientes bombas de impulsión para la refrigeración del condensador y elevación del agua a las torres. El caudal de agua evaporado por la torre es restituido a partir de la toma de agua en un azud de un río próximo.
En Arrocampo, se trata de un enorme circuito de refrigeración por el que se hace circular agua bombeada del Tajo que, al llegar a los generadores, absorbe el calor excesivo de estos. El aumento térmico del agua en circulación debe disiparse lo más eficaz y rápidamente posible, por lo tanto ésta circula por un circuito en forma de U, por una vía encorsetada por una barrera térmica, denominada pantalla de separación térmica (PST) hasta ser devuelta de nuevo a río. La PST, que sobresale de las aguas del embalse, tiene una longitud de 11,5 km y 8 metros de altura y sirve de posadero, dormidero y plataforma de cría de numerosas aves. Es usada con frecuencia como posadero por la garceta grande y, como dormidero invernal por el cormorán grande.

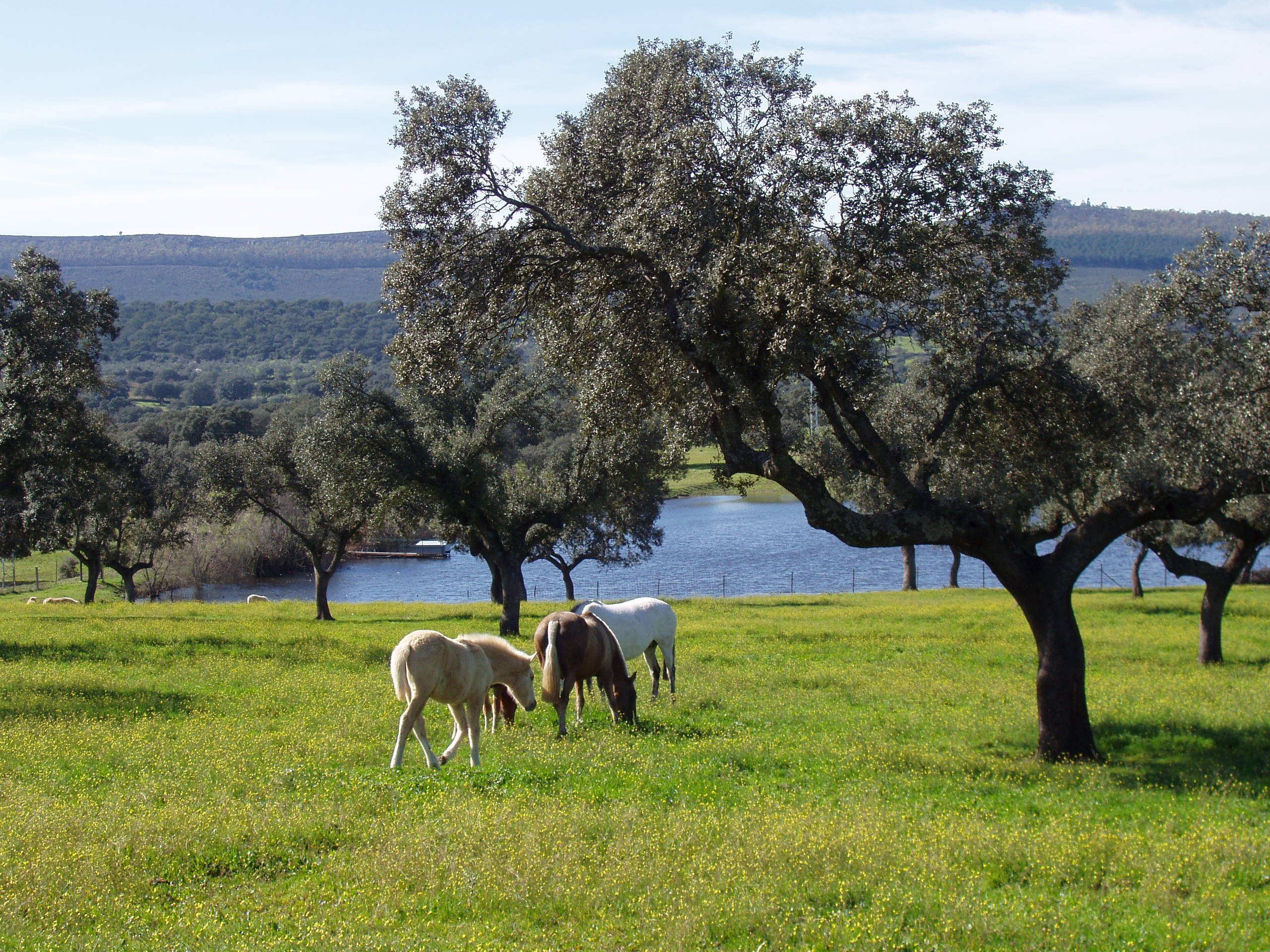
Dehesa alomada cerca del embalse

## El embalse como humedal
Biomasa

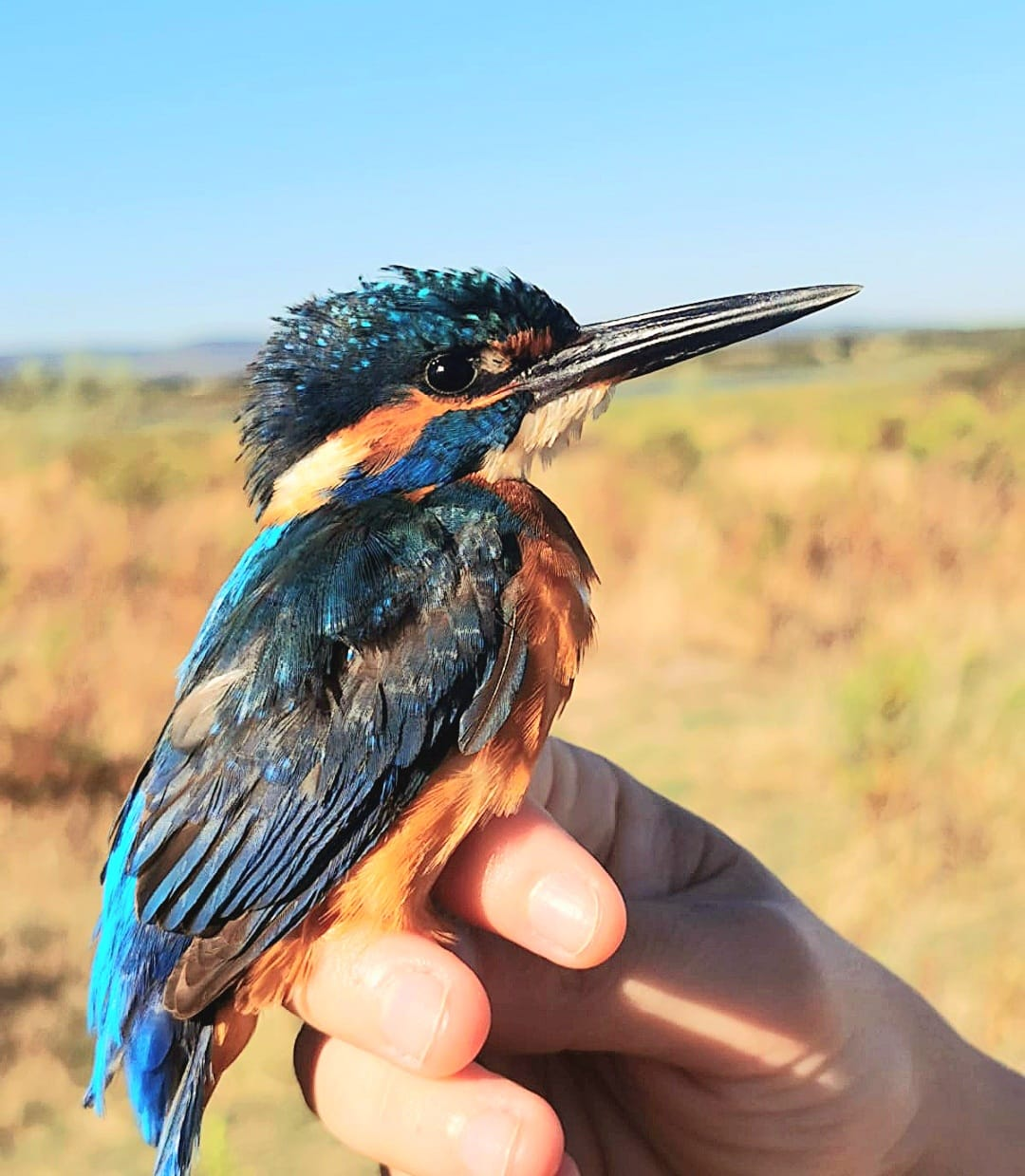
Anillamiento martín pescador

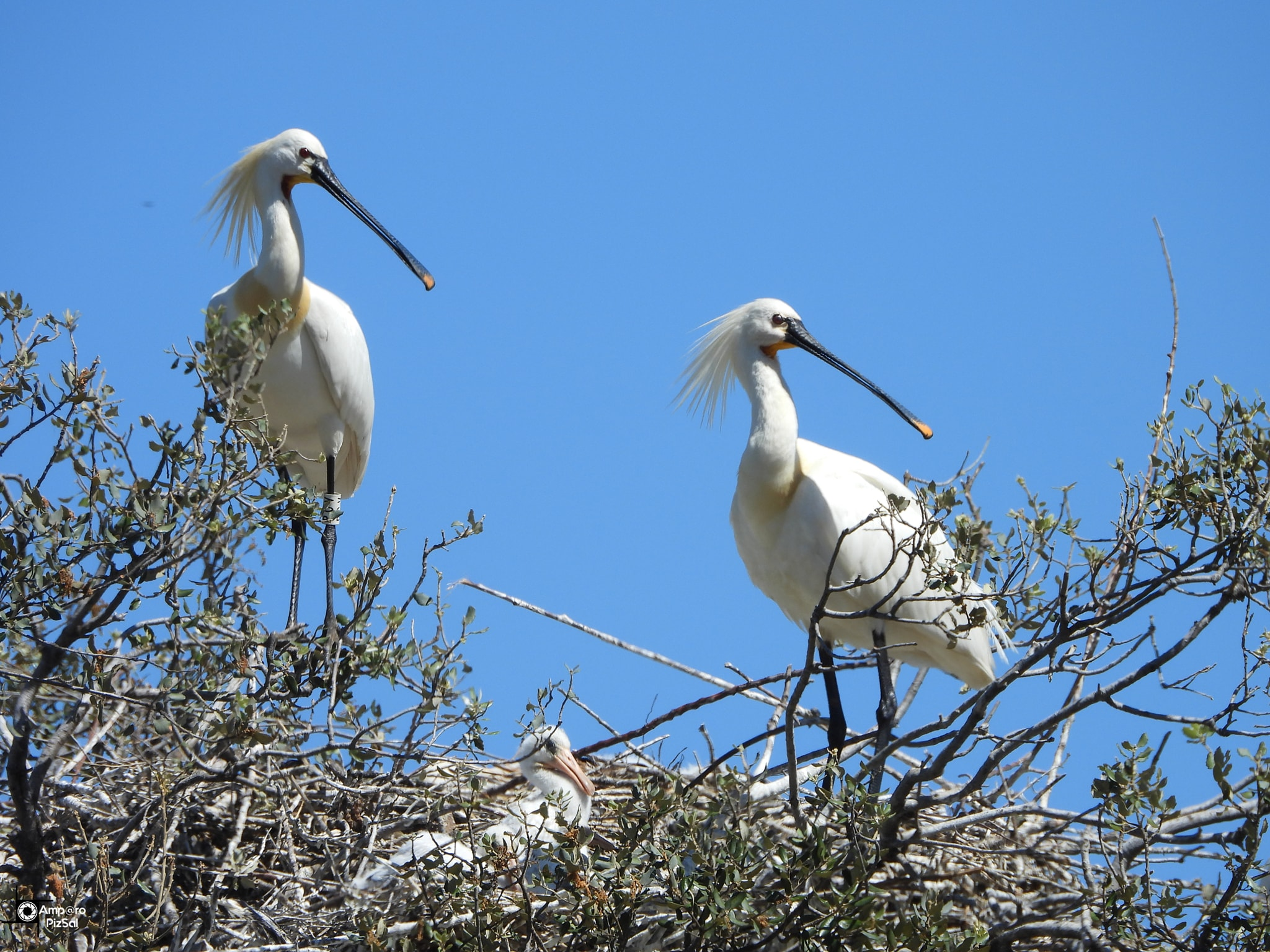
Espátula común

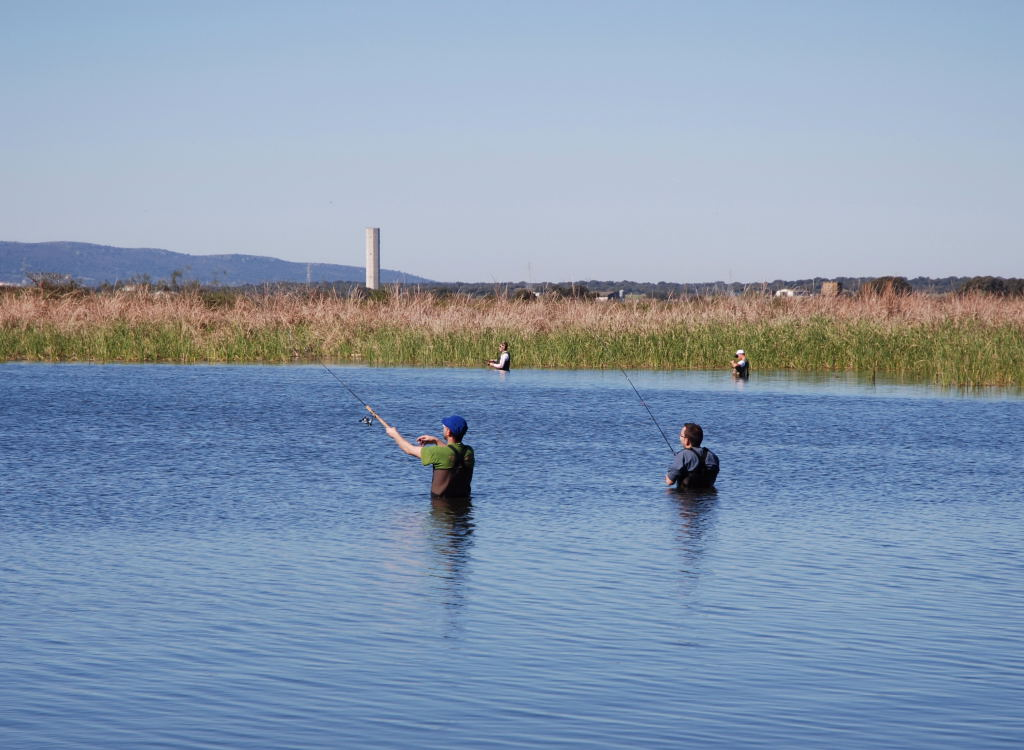
Pescadores en Arrocampo

Estamos pues ante un ecosistema especial: una zona de aguas relativamente estables, de temperatura especialmente elevada (entre 2 y 5 °C por encima de lo normal), y que, por añadidura, tienen un alto nivel de eutrofización, que no obstante, es compensado por una oxigenación constante causada por la actividad de las bombas. Por ello, Arrocampo tiene una biomasa considerable en todos los estratos tróficos. Bacterioplancton, fitoplancton y zooplancton proliferan, lo cual permite sustentar capas sucesivas de depredadores. Cabe señalar la presencia de una pulga de agua (Ceriodaphnia cornuta) de distribución tropical. En cuanto a la vegetación domina la espadaña o enea (Typha spp.), que ha proliferado mucho. Este aumento tan considerable del espacio vegetal explica la riqueza ornitológica del embalse de Arrocampo.
Ictiofauna
Es abundante y variada. A las especies presentes en las aguas del arroyo Arrocampo original, como

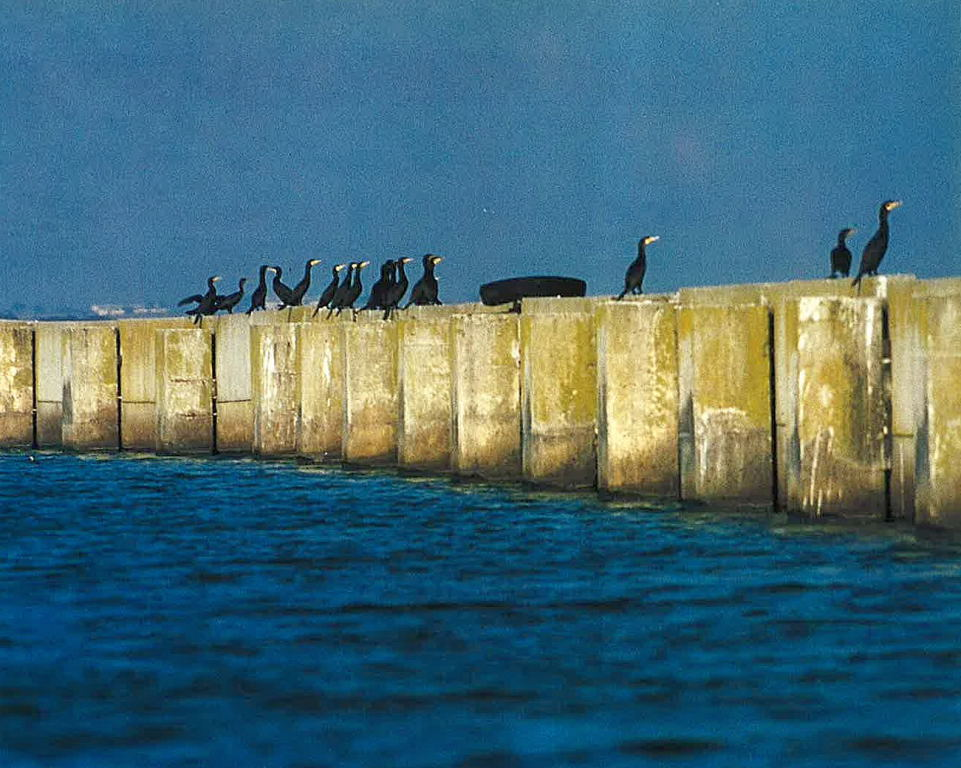
Cormoranes en la PST

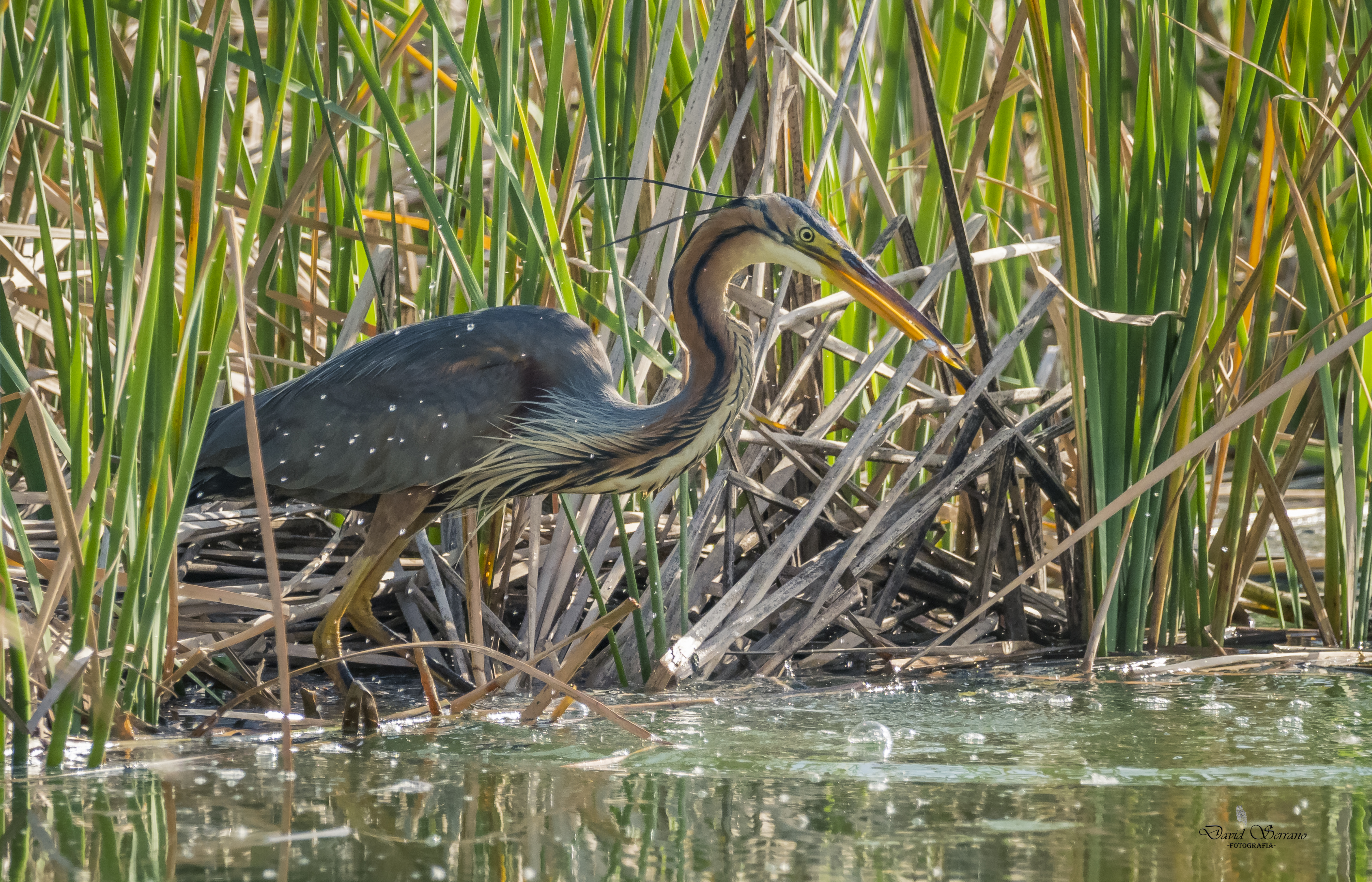
Garza Imperial en épocas reproductoras

los cachos, colmillejas, barbo, boga, algunos pejerreyes y anguilas, se han añadido con el tiempo distintas carpas, la tenca (Tinca tinca), el black-bass (Micropterus salmoides) y la gambusia (Gambusia holbrooki). Hay tres tipos de carpa en el embalse: la carpa común (Cyprinus carpio), el carpín (Carassius auratus) y la carpa de espejo (Cyprinus specularis). La riqueza y tamaño de los peces ha propiciado que haya sorprendentemente nutrias (Lutra lutra) en algunas áreas.
Estas aguas son muy frecuentadas por pescadores que vienen desde muchos lugares: de pueblos vecinos, de la provincia de Cáceres e incluso desde Madrid. 
Avifauna
El embalse reúne a la vez aguas profundas y poco profundas, temperaturas distintas, una biomasa considerable y variada, lo que condiciona una flora y una fauna diversas.

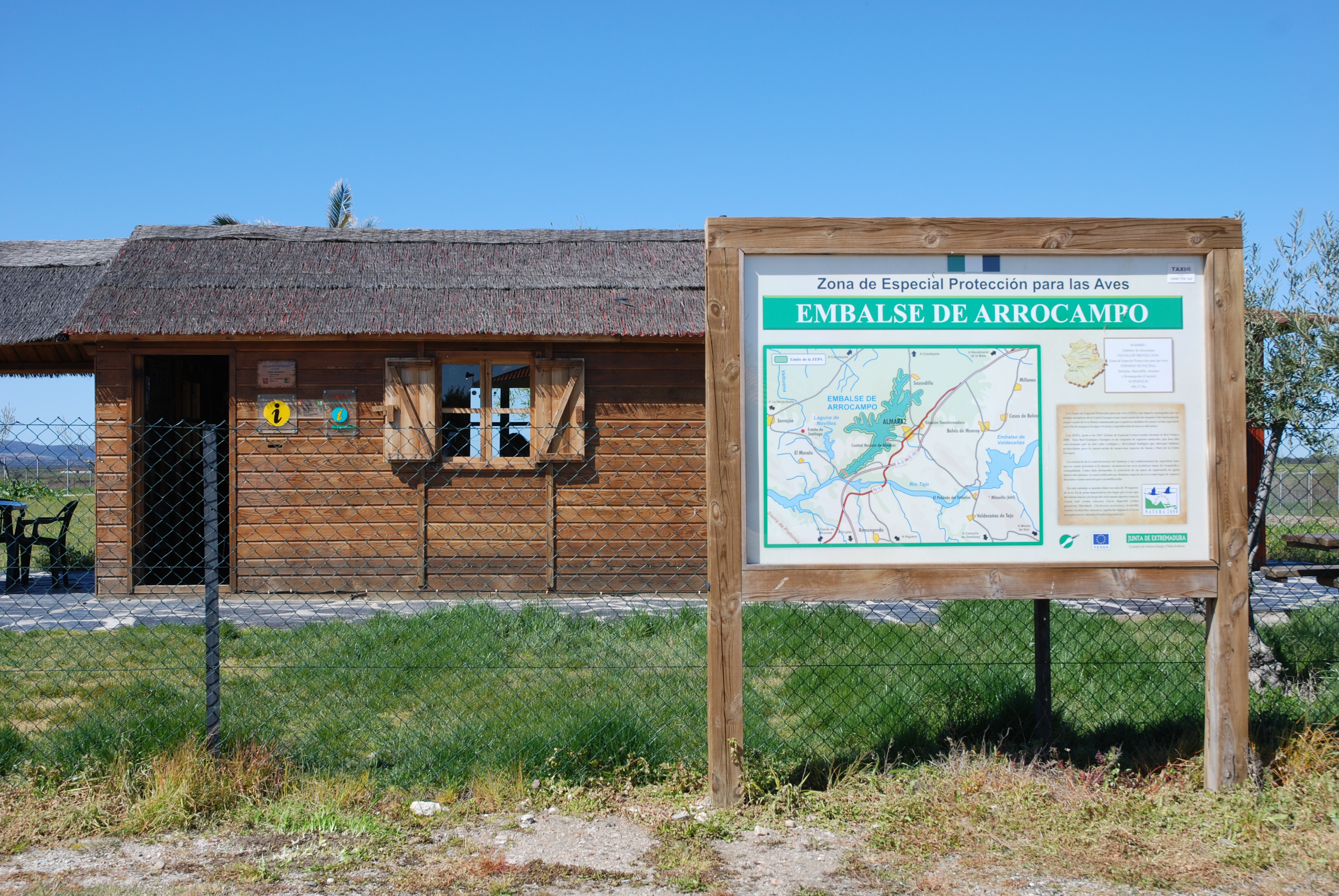
Oficina de información de la ZEPA Embalse de Arrocampo y del parque ornitológico de Arrocampo en Saucedilla

Las condiciones de seguridad y control debidas a la proximidad de la central nuclear de Almaraz proporcionan también más resguardo y tranquilidad para la fauna. El embalse está rodeado por una red de caminos y canales con encinares, prados, zonas de gramíneas y una importante vegetación acuática (eneales). Estos eneales forman islas de vegetación en algunos puntos que son muy importantes para la cría de diversas especies de aves y pequeños mamíferos acuáticos.

## Zona de especial protección para las aves
El embalse está protegido por la ZEPA Embalse de Arrocampo, perteneciente a la Red Natura 2000 con arreglo a la Directiva de Aves 79/409/CEE. Antes de la creación de esta ZEPA para el embalse siempre han estado presentes en Saucedilla y su entorno la cigüeña blanca, la garcilla bueyera, el cernícalo, el milano, etc.
La iglesia parroquial de San Juan Bautista está protegida por la ZEPA Colonias de Cernícalo Primilla de Saucedilla.
Gracias a la creación de un parque ornitológico, se pueden avistar desde los observatorios numerosas aves.

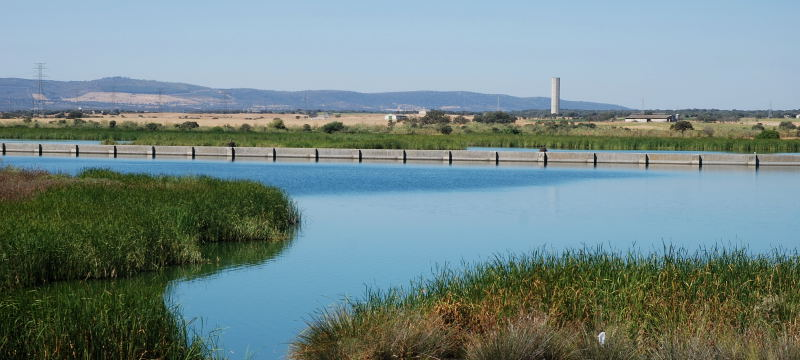
Vista parcial cerca de Saucedilla

## Parque ornitológico de Arrocampo (Saucedilla)

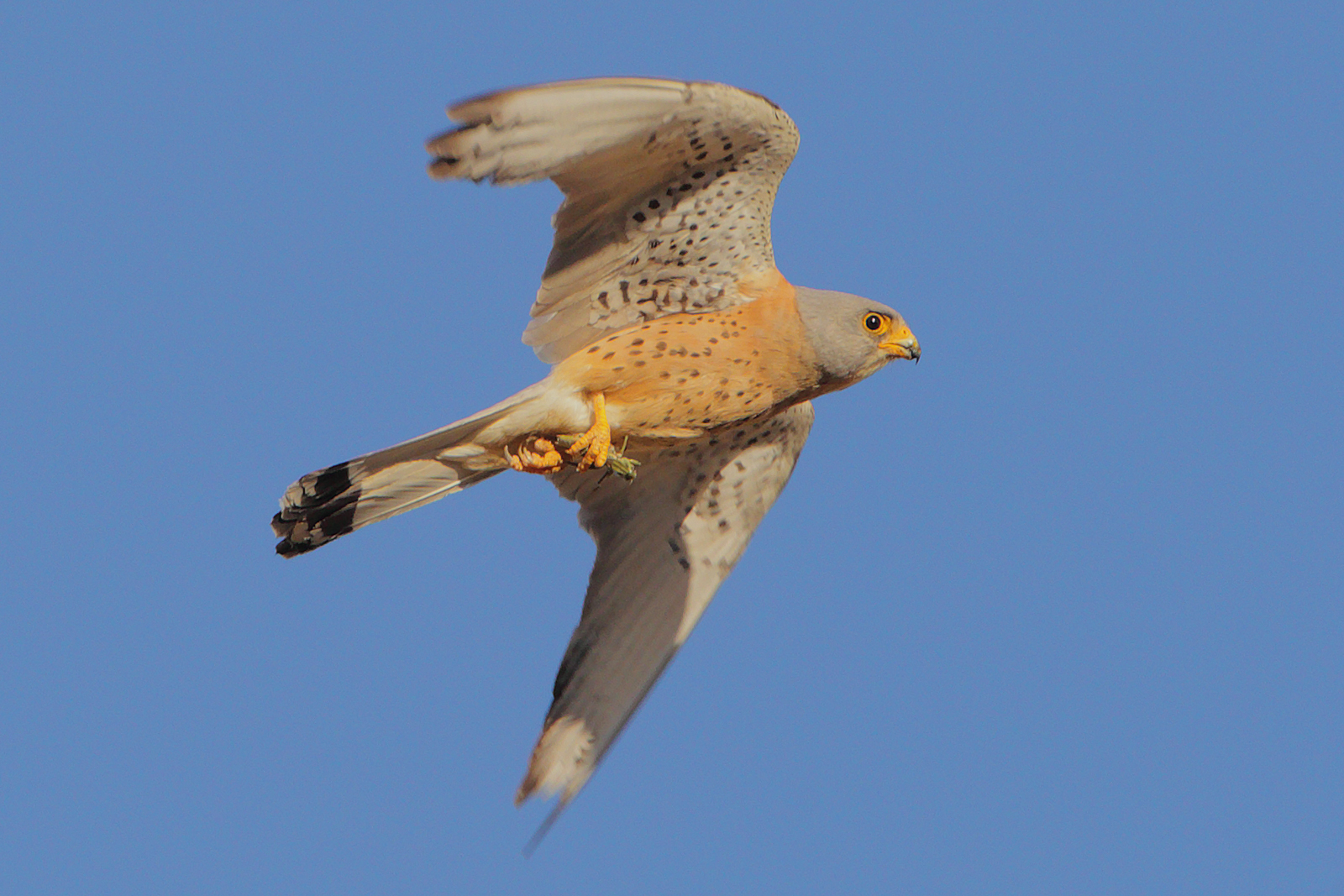
Cernícalo primilla, protegido por ZEPA en la igl. de Saucedilla

Fue ideado y proyectado técnicamente por el pedagogo, biólogo y experto en ornitología Javier Briz. Desde 2007, con ampliaciones posteriormente, tiene 5 rutas, señalizadas con mojones muy visibles de madera y colores según la ruta. disponen de observatorios o hydes o los que se pueden acceder fácilmente en coche, disponiendo de rampa para facilitar la experiencia a personas con movilidad reducida, cuenta con un aula polivalente para charlas y actividades del parque, merendero con zonas ajardinadas y alojamiento de chozos y búngalos con aparcamiento para caravanas (actualmente en construcción). las llaves de los observatorios deben recogerse en la oficina de información:
- Ruta amarilla o de arrocampo: 4 km de longitud con 4 observatorios a las orillas del embalse de arrocampo, podremos avistar, carricerines, ejemplares de garza imperial en primavera, calamones, avetorillos, la garcilla cangrejera, aviones y el martín pescador. En el observatorio 2 de esta ruta, que algunos consideran el más interesante, avistaremos, el aguilucho lagunero, calamón, focha, gallineta, rascón, agachadiza común, espátula (Plateinae), pagaza... En el observatorio 3, las principales especies son: las fochas, el somormujo, las ánades y el cormorán grande. El 4 el martinete, garza real y garza imperial, garcilla cangrejera, garceta común, buscarla unicolor, bengalí rojo, polluelas, aguilucho lagunero, pájaro moscón, etc. En esta ruta podremos pasear entre almendros, los cuales representan la agricultura en auge de la población
- Ruta roja o de las balsas, se recorre saliendo desde la entrada norte de la villa y tomando un camino asfaltado que sale hacia el oeste (hay mojones indicando la ruta). Se llega a una torreta de elevación de agua, podremos observar las numerosas aves que conviven en torno a la gran balsa de agua de Cerro Alto (construida como depósito para la zona oeste de regadíos). Con una longitud total de 8,4 km, dispone de dos observatorios en zonas estratégicas de las balsas para el avistamiento de aves, aunque también se pueden observar por los parajes de los alrededores. Se pueden avistar aves como el archibebe claro (tringa nebulari), garza real (ardea alba), aguilucho pálido (circus cyaneus), cetia ruiseñor (cettia cetti) y el martín pescador común (luscinia megarhynchos) entre otros.
- Ruta naranja o del cernícalo primilla: de 10,5km de longitud nos llevará a la colonia de cernícalo primilla y a sus zonas de alimentación. de especial interés en primavera - verano, cuando los cernícalos primilla utilizan la iglesia para la reproducción aunque se puede ver al cernícalo vulgar en cualquier época del año. comparten la zona de caza con otras rapaces como el elanio azul o el milano negro.
- Ruta azul o ruta de las dehesas al parque nacional de Monfragüe: de 9,1 km de longitud nos conduce al seno del parque nacional de Monfragüe donde a través de la ruta del camino natural del Tajo podremos enlazar con la ruta rosa y llegar al corazón de Monfragüe. En esta ruta no existen observatorios, pero si se puede apreciar el entorno rodeados de encinas y encontrarnos aves palustres como por ejemplo el petirrojo europeo, la curruca mosquitera o el trepador azul.
- Ruta verde o del charco salado: con una longitud de 8,3 km, termina en una masa de agua donde se pueden encontrar diferentes aves en la tranquilidad de estas aguas. se pueden avistar con facilidad el somormujo lavanco, cormorán grande o el ánade friso

Saucedilla se encuentra en la zona de transición de la reserva de la biosfera del parque nacional de Monfragüe (RBM), cuyo centro es el Parque nacional de Monfragüe. El título de reserva de la biosfera de Monfragüe, que incluye y concierne en distintos conceptos a 14 municipios, entre ellos Saucedilla, concedido por la UNESCO en julio de 2003, tiene varios espacios: zona núcleo (12 830 ha), zona tampón o de amortiguamiento (15 360 ha y zona de transición (87 970 ha).

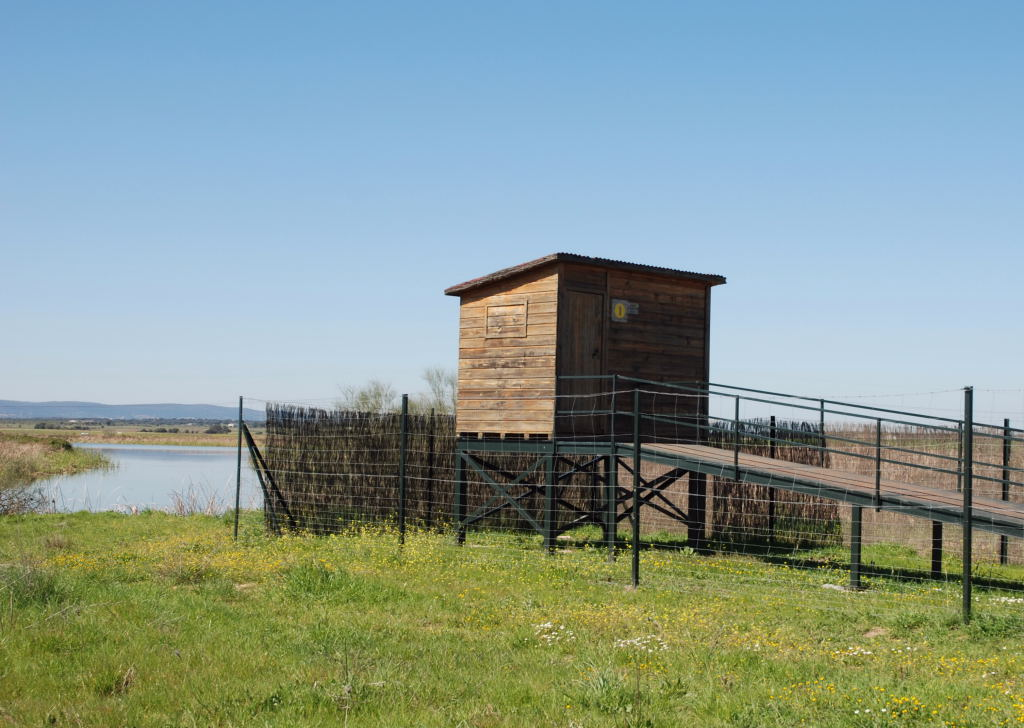
Observatorio de aves en la ruta 1
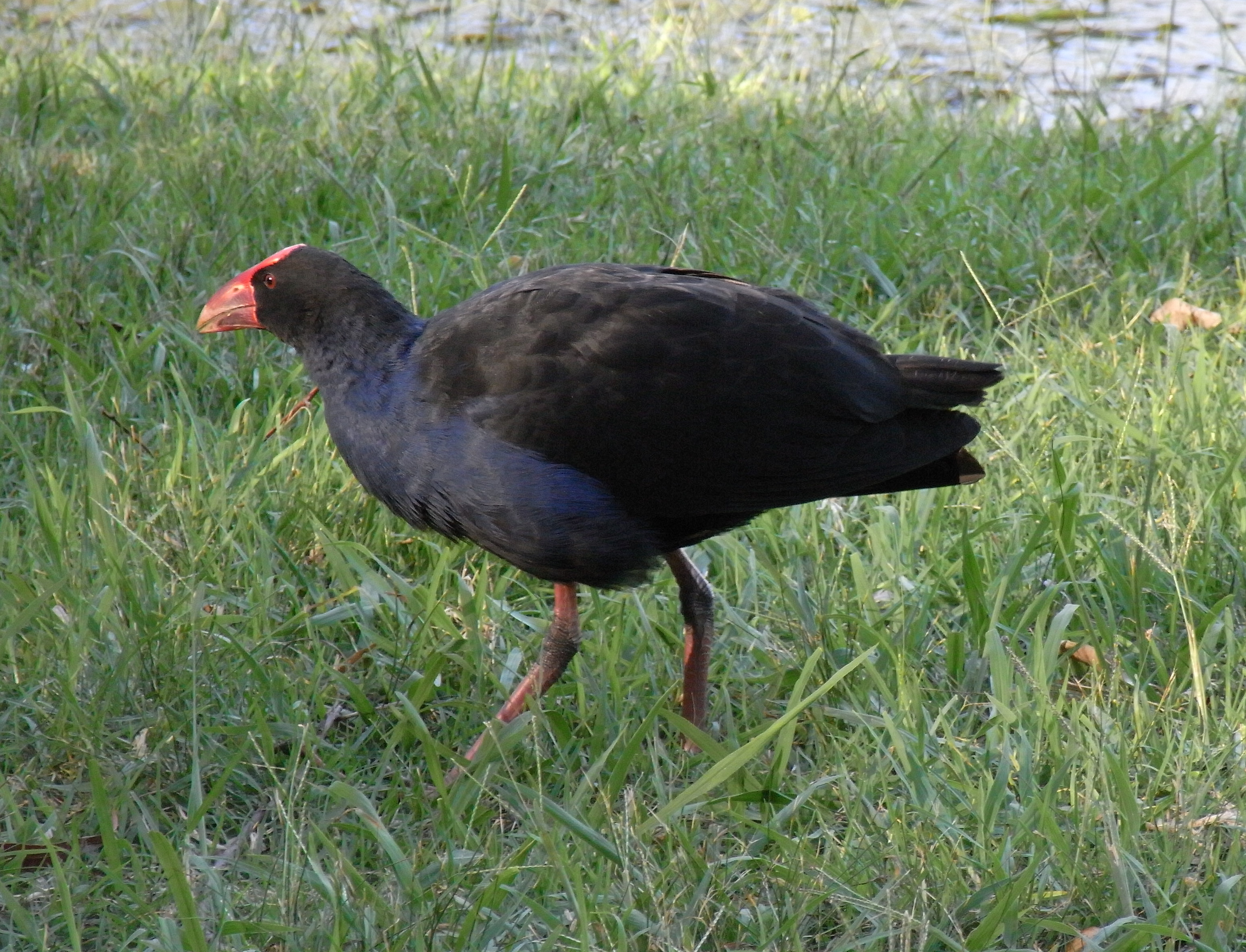
Calamón, muy común en Arrocampo
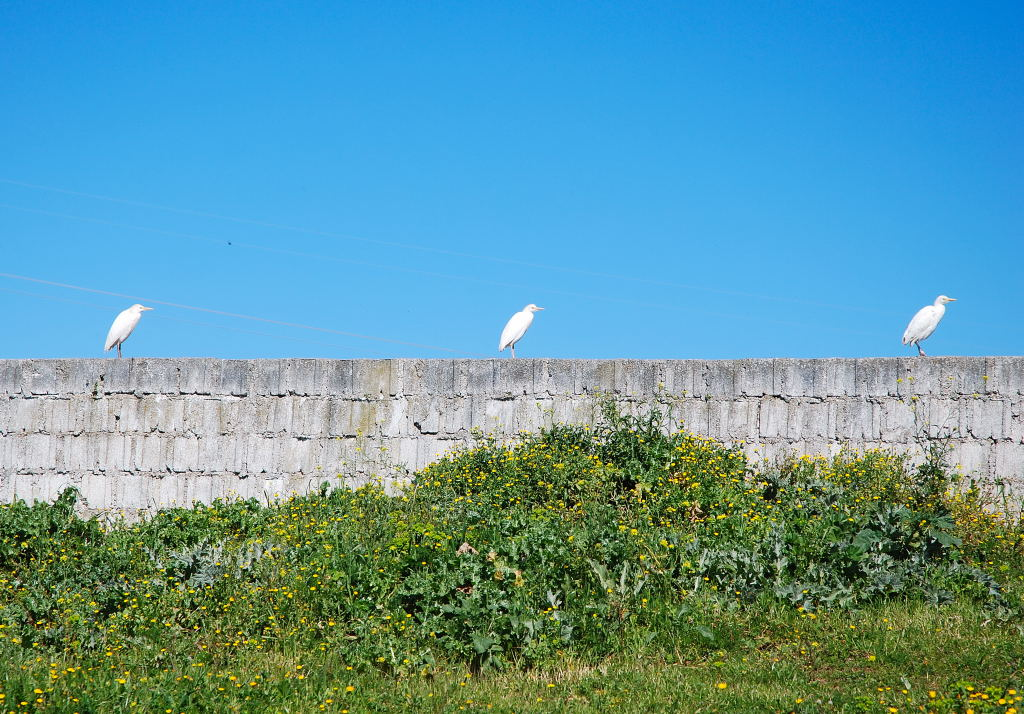
Garcillas bueyeras cerca del embalse
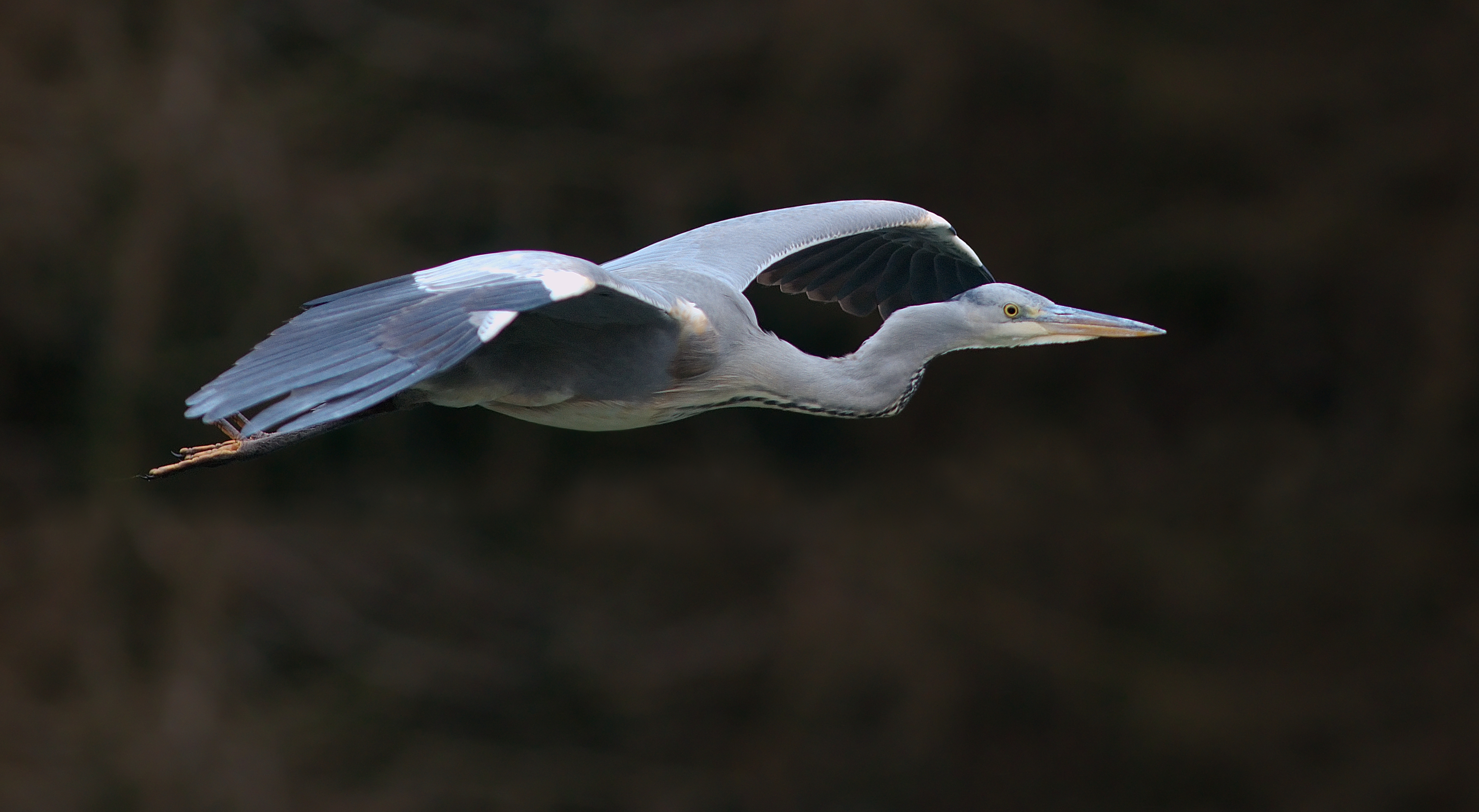
Garza real